# 23235 Yingfan
23235 Yingfan è un asteroide della fascia principale. Scoperto nel 2000, presenta un'orbita caratterizzata da un semiasse maggiore pari a 2,5658574 UA e da un'eccentricità di 0,1348092, inclinata di 2,70708° rispetto all'eclittica.